# Ещё одна слежка
«Ещё одна́ сле́жка» (англ. Another Stakeout — художественный фильм в жанре комического детектива. Сиквел фильма
«Слежка». Премьера в кинотеатрах США состоялась 23 июля 1993 года.

## Сюжет
Во второй части этой детективной комедии полицейским Крису и Биллу вновь доверяют ответственное задание. На этот раз им предстоит разыскать важную свидетельницу, которую скрывали от мести мафии. На неё только что совершено покушение, несколько её охранников убиты, а сама она исчезла. Вдвоём они без труда справились бы с этим поручением, но в их дружной компании появляется третий лишний, когда окружной прокурор направляет к ним свою помощницу Джину Гаррит. Эта самоуверенная дама приводит с собой собаку — огромного ротвейлера Арчи. Вместе они отправляются на поиски, притворившись семьёй на отдыхе: муж, жена и их сын Билл. И они обязательно выполнят задание, если только по пути Арчи не слопает друзей, а полицейские и их новая напарница не перестреляют друг друга. При этом пёс активно вмешивается во всё происходящее и в финале героически спасает хозяйку от преступника.

## В ролях
- Ричард Дрейфусс — Крис Лечче, детектив
- Эмилио Эстевес — Билл Реймерс, детектив
- Рози О’Доннелл — Джина Гаррит, помощник окружного прокурора
- Кэти Мориарти — Луелла Делано
- Мигель Феррер — Тони Кастеллано
- Дэннис Фарина — Брайан О’Хара
- Марша Стрэссмен — Пэм О’Хара
- Джон Рубинштейн — Томми Хассрик, окружной прокурор
- Мэделин Стоу — Мария (камео)

## Прокат
Согласно Box Office Mojo сборы кинопроката фильма внутри США составили свыше 20 200 000 долларов.